# 蘇爾挺
蘇爾挺（1929年10月2日—1951年6月29日），浙江省永嘉縣人（今溫州市永嘉縣），台灣大學經濟系肄業，受中共中央社會部台灣工作站活動牽連被判處死刑，1951年6月29日槍決於台北川端橋南端刑場。

## 生平
蘇爾挺，1918年生於浙江省永嘉縣，杭州中學畢業，1949年考入台灣大學經濟系就讀，1948年中共中央社會部部長李克農先後派遣朱芳春(化名非)、蕭明華及凱等多名特工赴台發展組織，非開辦「實用心理學補習班」講課，藉機吸收組織成員，成立「臺灣青年解放同盟」和「新民主主義青年團」。非在國語日報擔任編輯，實際上則是執行情報工作，吸收組織成員、策動國語日報高層及蒐集文教方面情報。1949年8月非返回中國，李克農即指示不可再組織讀書會，會很容易被破獲，要求他們化整為零，並改為單線聯絡，並且以蒐集情報與策反為工作重點，1949年10月于非回台後，將組織名稱改為中共中央社會部台灣工作站，負責情報偵蒐與策反工作。
凱負責學運，吸收張慶及姜民權成立工作小組，在台大以耕耘社吸收學生加入組織，張慶活躍於社團介紹石小岑入黨，蘇爾挺受石小岑吸收加入地下組織。
1950年2月情治機關發覺非身分，在非住處逮捕蕭明華，非將相關檔案移藏嚴明森處，前往花蓮孫玉林處躲藏，透過孫玉林、周一粟買通白靜寅取得諜報證，1950年3月22日非帶著包含「海南島作戰計畫書」、「臺灣省作戰計畫書」等多達二十幾種相關軍事情報之相片膠卷，從基隆搭船往香港返回上海，同年5月海南島全島遭到中共解放。同時，保密局擴大搜查將中共中央社會部在台組織成員一網打盡。蘇爾挺與台大耕耘社多人遭到逮捕審訊，由於涉案輕微且無加入組織證據而被判感化教育。
在軍法處時，保密局利用幹員滲透入獄中，並策反組織成員路齊書進行偵蒐，案情逐漸擴大，中共中央社會部台灣站瓦解，上百人受到牽連抓捕。凱在獄中與梁鍾濬討論組織交接，並可與蘇爾挺聯繫，蘇爾挺因梁鍾濬案而二次入獄。
1950年3月22日非帶著包含「海南島作戰計畫書」、「臺灣省作戰計畫書」等多達二十幾種相關軍事情報之相片膠卷，從基隆搭船往香港返回上海，同年5月海南島全島遭到中共解放。由於海南島淪陷與本案關係密切，當局對共諜案判決轉趨嚴厲，蘇爾挺案情向上發展並轉趨不利。
1952年1月2日，蘇爾挺、李國萃、遲紹春、陳詩俊、宮樹桐都因為中共中央社會部蘇藝林案的牽連被判處死刑，1952年6月24日槍決於台北川端橋南端刑場。

## 絕命詩
許是早晨  多半是冷風夾著細雨的時候，
許是黃昏  我  一個人民隊伍裡的小兵，
```
   革命行列裡的弟弟，
```

走向骷髏地
來不及向你揮一揮手
```
   道一聲〝別了〞
```

我把這付生的重擔交給你
為愛這
```
  『多難的國土，善良的人民』
```

## 紀念
2013年10月 北京西山國家森林公園的無名英雄廣場上立有無名英雄紀念碑，為紀念來台灣在1950年代被處決「隱避戰線烈士」而設立，蘇爾挺銘刻於紀念碑上，為中共國家安全部追認之中華人民共和國烈士。

## 身後
由於與大陸失去聯繫，蘇爾挺的親人無法得知他在台灣的下落，兩岸開放探親後，1990年蘇爾挺九十多歲的父親委託友人協尋蘇爾挺，得到的卻是蘇爾挺離世的消息，蘇爾挺遭槍決時年僅23歲。2014年，蘇爾挺的屍骨由二弟蘇爾康帶回老家落葉歸根，距離蘇爾挺離世時隔六十一年。

## 平反
2018年12月7日，促進轉型正義委員會促轉三字第1075300145A號函文，公告受難者黃藻儒君等1505人應予平復司法不法之刑事有罪判決暨其刑，其中(41)安潔字第 1075 號，有關蘇爾挺意圖顛覆政府而著手實行之有罪判決暨其刑及沒收之宣告正式撤銷